# Губарёво (Воронежская область)
Губарёво — село, административный центр Губарёвского сельского поселения Семилукского района Воронежской области.

## География
Расположено в восточной части поселения, на правом берегу реки Ведуга.

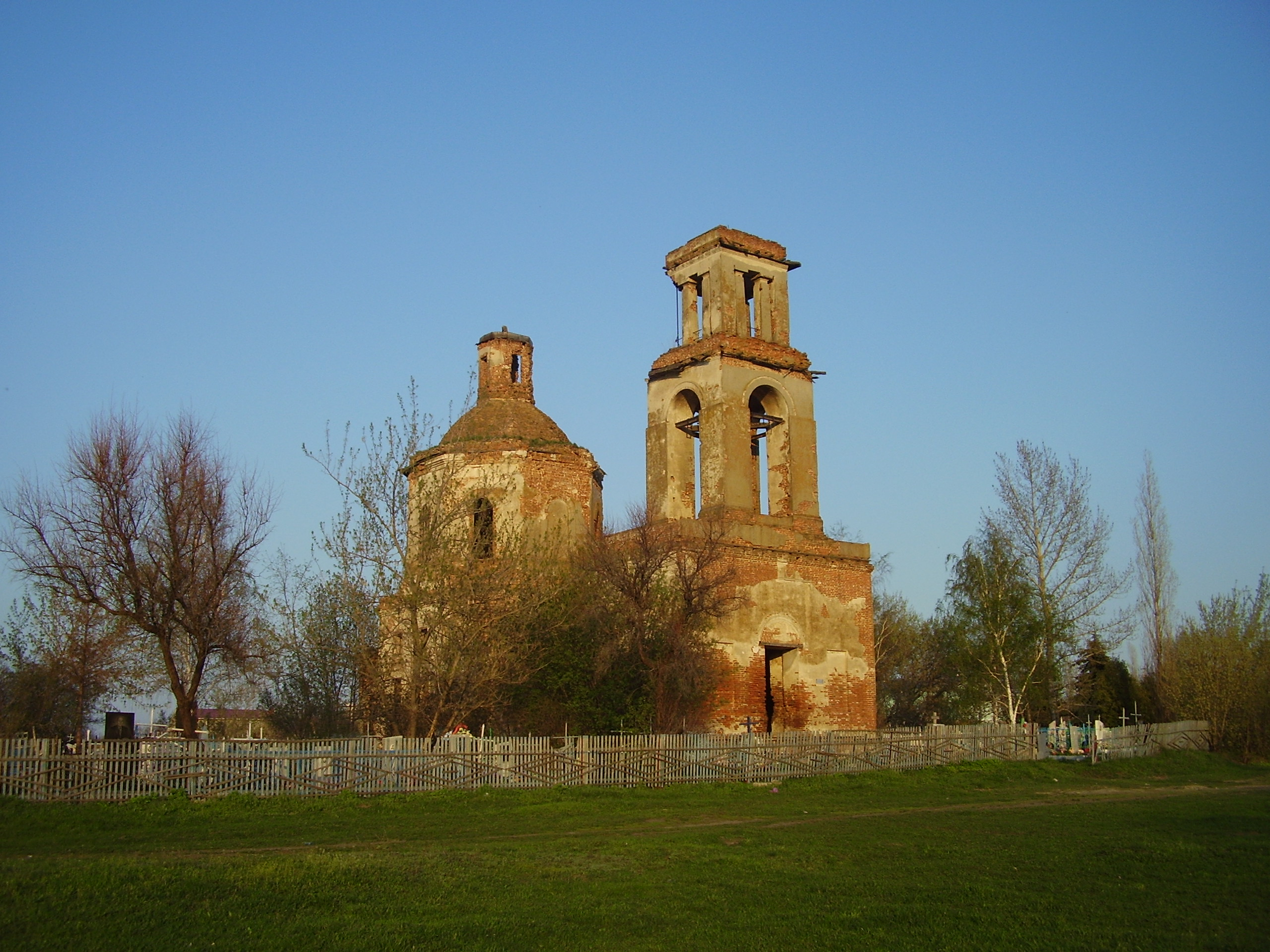
Богоявленская церковь в Губарёве

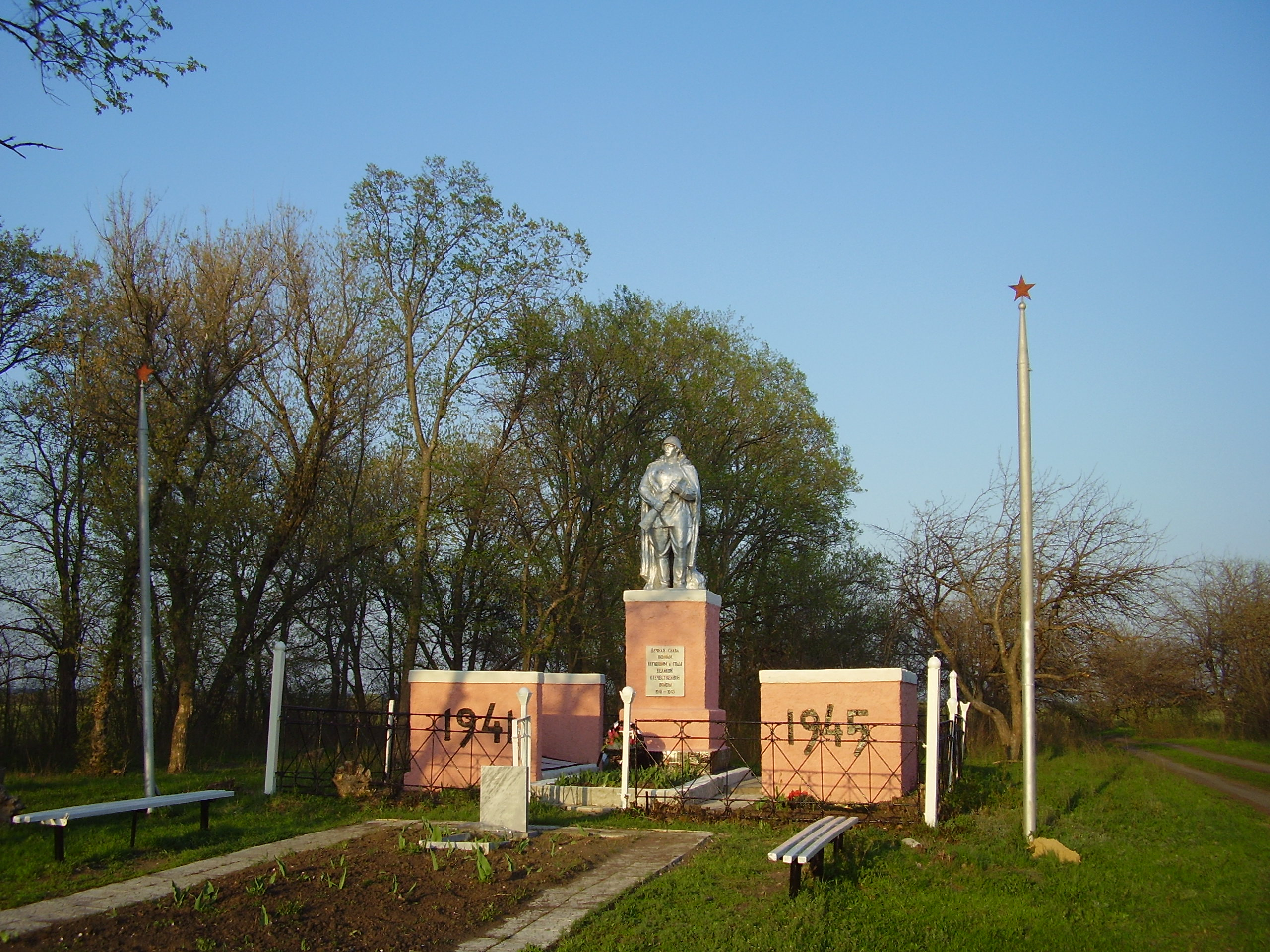
Памятник советским воинам в Губарёве

## Население
| 2010 |
| ---- |
| 956  |

## История
Основано в конце XVI века. В «Дозорной книге» 1615 года отмечено как принадлежащее одному из боярских детей — Василию Фёдоровичу Губарю, от этой фамилии и произошло название села.
В 1657 году в селе была выстроена деревянная Богоявленская церковь, перестраивавшаяся в 1701 и 1800 годах.
В 1693 году в Губарёве упоминаются помещики Иван Иванович Михнев, Константин Иванович Губарев, а также Квасовы, Иловлинские.
В XVIII веке село населялось государственными и помещичьими крестьянами, принадлежавшими Невежиным и Лосевым, затем Сомовым.

### В годы Великой Отечественной войны
С июля 1942 по январь 1943 года село было оккупировано немецко-фашистскими войсками. Известен так называемый Губарёвский плацдарм на западном берегу Дона у села Губарёво, который был захвачен 23-24.9.1942 232-й стрелковой дивизией 60-й армии Воронежского фронта. Плацдарм удерживался до начала Воронежско-Касторенской наступательной операции 1943 года.
На восточной окраине современного села находится братская могила (1942—1943 гг.).